# Barstow (Californië)
Barstow is een plaats (city) in de Amerikaanse staat Californië, en valt bestuurlijk gezien onder San Bernardino County. Barstow ligt op het kruispunt van de Interstate 15 en is het vertrekpunt in oostelijke richting van de Interstate 40. Treinen van Union Pacific Railroad, Amtrak en BNSF Railway bedienen het station van Barstow. De plaats kreeg haar naam van William Barstow Strong, een van de voormalige eigenaars van Santa Fe Railroad. De spoorweglijn naar Barstow werd aangelegd in 1840-1850 om mijnwerkers te vervoeren naar de in de buurt gelegen zilvermijnen.

## Demografie
Bij de volkstelling in 2000 werd het aantal inwoners vastgesteld op 21.119.
In 2006 is het aantal inwoners door het United States Census Bureau geschat op 23.628, een stijging van 2509 (11,9%). In 2013 werd het bevolkingsaantal op 23.219 geschat.

## Geografie
Volgens het United States Census Bureau beslaat de plaats een oppervlakte van
87,0 km², geheel bestaande uit land. Barstow ligt op ongeveer 642 m boven zeeniveau.

## Plaatsen in de nabije omgeving
De onderstaande figuur toont nabijgelegen plaatsen in een straal van 56 km rond Barstow.

## Bezienswaardigheden
- het Western America Railroad Museum langs de spoorweglijn, ondergebracht in het Casa del Desierto (huis van de woestijn), ook Harvey House genoemd. Het gebouw geeft ook onderdak aan het Barstow Route 66 "Mother Road" Museum.

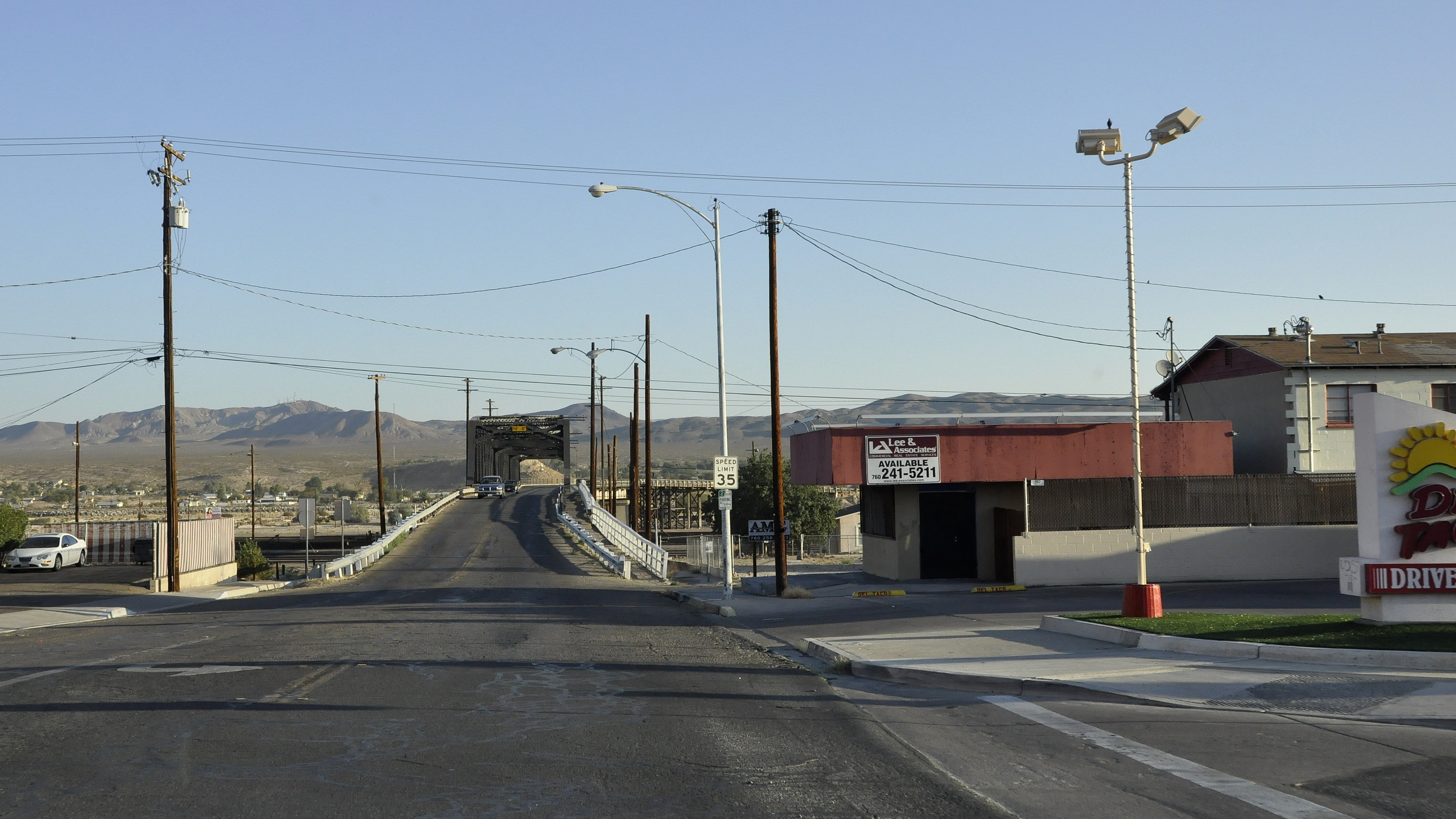
De brug over de spoorweglijnen op N 1st Avenue
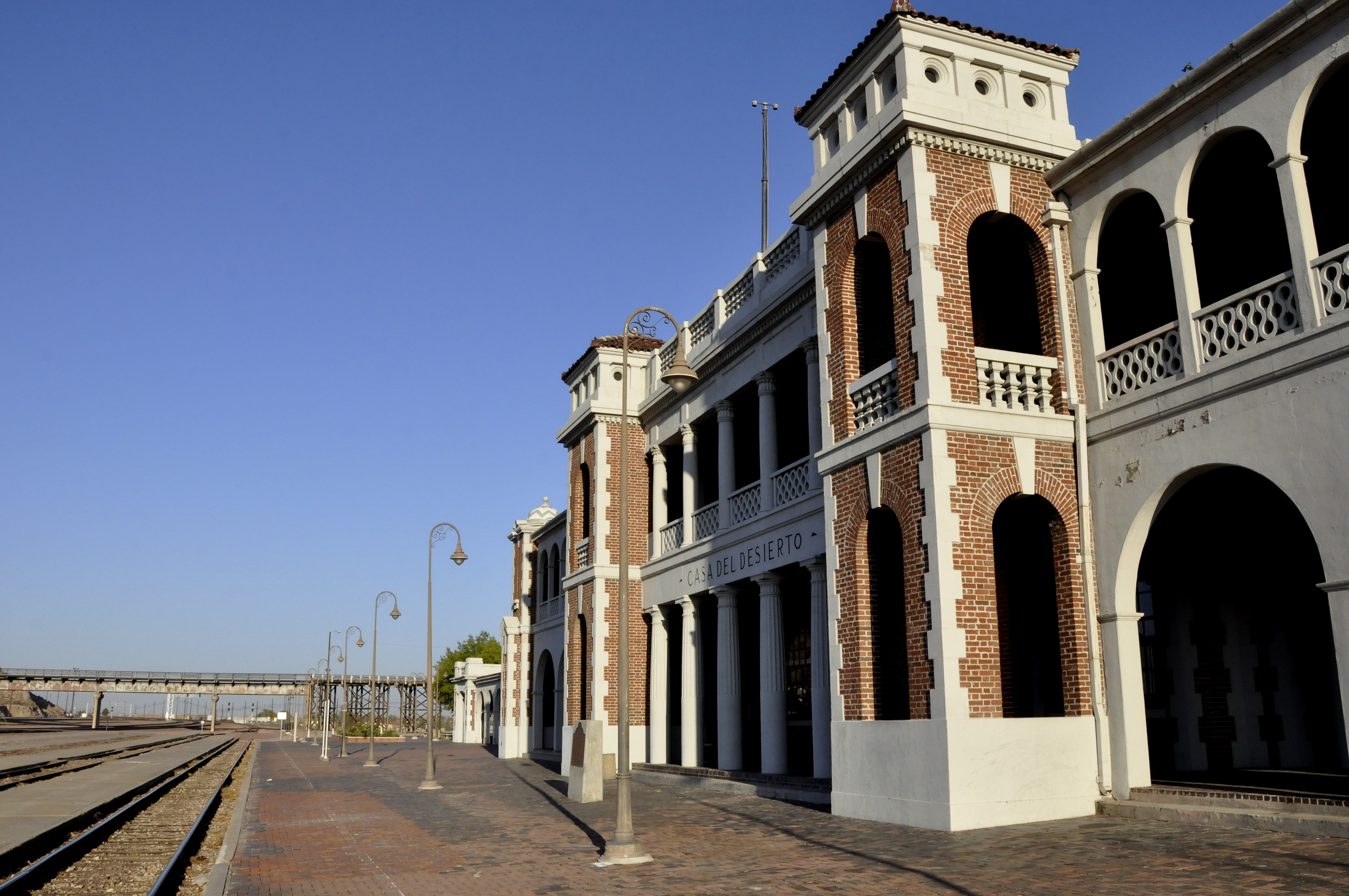
Casa del Desierto

## Geboren in Barstow
- Jeanne Crain (1925-2003), actrice
- Stan Ridgway (1954), singer-songwriter en multi-instrumentalist